# Pedro Astray
Pedro Astray López (* 18. März 1992 in Vitoria-Gasteiz) ist ein spanischer Fußballspieler.

## Karriere
In seiner Jugend spielte Astray für Real Madrid und Atlético Madrid. 2011 wurde er in die C-Mannschaft von Atlético übernommen. Es folgte zur Saison 2013/14 ein Wechsel zum Fünftligisten CU Collado Villalba. Doch noch in der gleichen Saison wechselte er erneut den Verein und war bis 2016 Teil des FC Getafe B. 2014/15 stand er auch im Kader der ersten Mannschaft, wo er allerdings nicht zum Einsatz kam. Über den slowakischen Erstligisten FK Senica, sowie die spanischen Vereine UD San Sebastián de los Reyes, CD Guadalajara und CDA Navlacarnero wechselte Astray zu den Stuttgarter Kickers in die Oberliga Baden-Württemberg. Im Juli 2017 ging er zurück nach Spanien.